# Montroy, Charente-Maritime
Montroy là một xã ở tỉnh Charente-Maritime thuộc vùng Nouvelle-Aquitaine tây nam nước Pháp.

## Dân số
| Năm  | Dân số | Density | Percent of the canton |
| ---- | ------ | ------- | --------------------- |
| 1962 | 200    | -       | -                     |
| 1968 | 210    | -       | -                     |
| 1975 | 237    | -       | -                     |
| 1982 | 410    | -       | -                     |
| 1990 | 486    | -       | -                     |
| 1999 | 538    | 134/km² | 2.88%                 |